# 그로버 클리블랜드 1기 행정부
그로버 클리블랜드의 미국 대통령으로서 첫 임기는 1885년 3월 4일 그가 미국의 제22대 대통령으로 취임하면서 시작되어 1889년 3월 4일에 끝났다. 뉴욕주 출신의 민주당원인 클리블랜드는 1884년 대통령 선거에서 메인주 출신의 공화당원 제임스 G. 블레인을 상대로 승리한 후 취임했다. 클리블랜드는 남북 전쟁 이전 이래로 선출된 첫 민주당 대통령이 되었다. 그의 첫 번째 대통령 임기는 1888년 선거에서 인디애나주 출신의 공화당원 벤저민 해리슨에게 패배하면서 끝났다.
클리블랜드는 개혁 성향의 공화당원 집단인 머그웜프의 지지를 받아 1884년 선거에서 승리했으며, 펜들턴법에 의해 보호받는 정부 직위의 수를 늘렸다. 그는 또한 다양한 지역과 개인에게 연금 및 기타 혜택을 제공하도록 고안된 여러 법안에 대해 거부권을 행사했다. 철도 회사의 반경쟁적 관행에 대응하여 클리블랜드는 최초의 독립 연방 기관을 설립한 1887년 주간 통상법에 서명했다. 첫 임기 동안 그는 블랜드-앨리슨 법의 폐지와 관세 인하를 시도했지만 실패했다. 사모아 위기는 클리블랜드의 첫 임기 중 주요 외교 정책 사건이었으며, 이 위기는 사모아 제도의 삼자 보호령으로 끝났다.
클리블랜드는 1892년 해리슨을 꺾고 1893년 3월 4일 제24대 대통령으로 두 번째 임기를 시작하며, 한 임기를 마치고 물러났다가 다시 대통령으로 선출된 최초의 미국 대통령이 되었다.

## 1884년 선거
클리블랜드는 공무원 제도 개혁의 옹호자로서 명성을 얻었으며, 1882년 뉴욕 주지사 선거에서 승리한 후 유력한 대통령 후보로 널리 인식되었다. 1876년 당의 후보였던 새뮤얼 J. 틸던이 초기 선두 주자였으나, 건강 문제로 출마를 거부했다. 클리블랜드, 델라웨어주의 토머스 F. 베이야드, 오하이오주의 앨런 G. 서먼, 매사추세츠주의 벤저민 버틀러는 각각 1884년 민주당 전당대회에 참여하면서 상당한 지지층을 가지고 있었다. 다른 후보들은 각각 지명에 대한 장애물이 있었다: 베이야드는 1861년에 분리주의를 지지하는 발언을 하여 북부인들에게 받아들여지지 않았고; 버틀러는 반대로 남북 전쟁 중 그의 행동으로 인해 남부 전역에서 비난을 받았으며; 서먼은 일반적으로 인기가 많았지만, 나이가 들고 병약해지고 있었고, 은화 문제에 대한 그의 견해는 불확실했다.

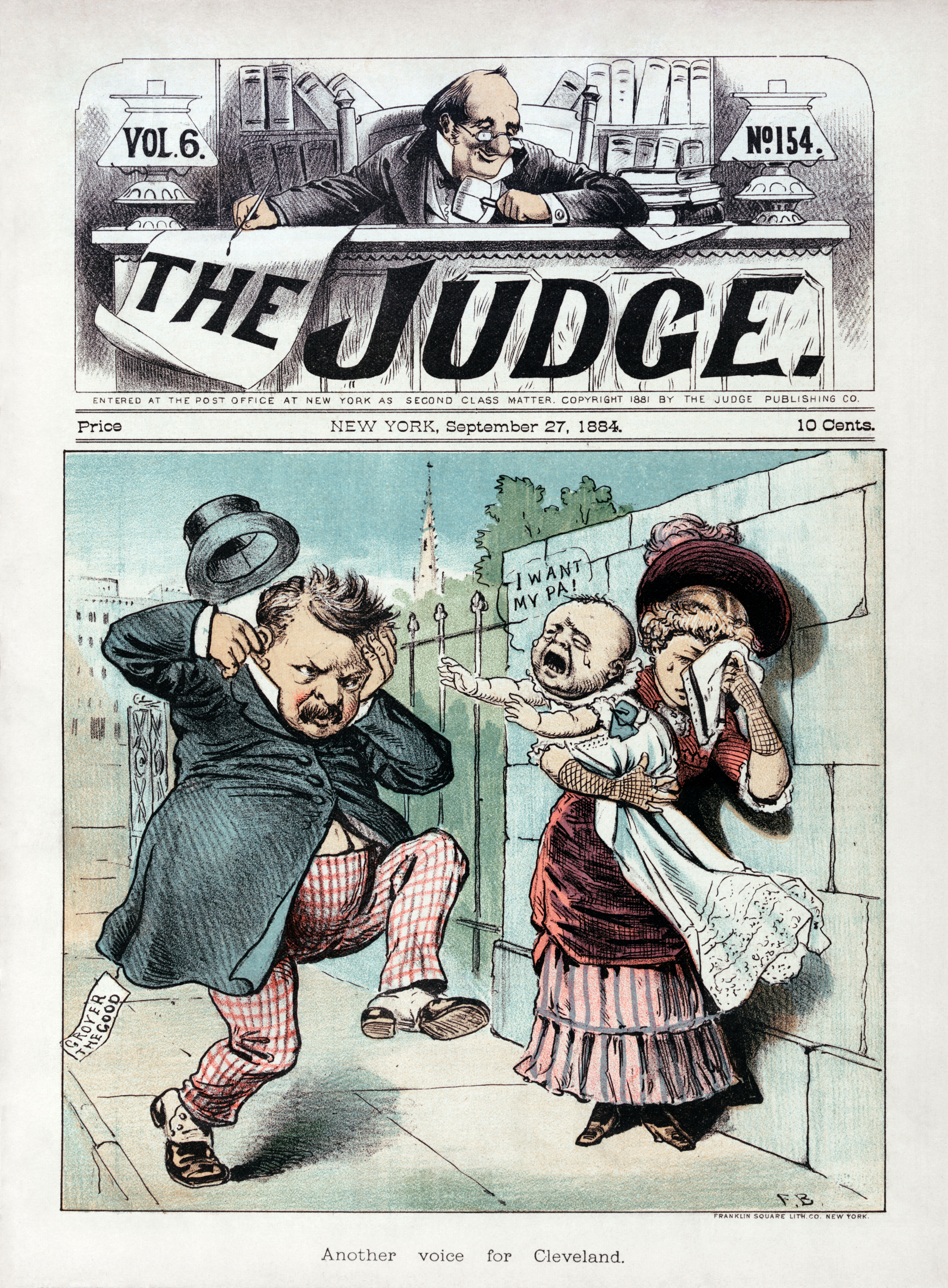
클리블랜드 반대 만평은 핼핀 스캔들을 강조한다.

클리블랜드 역시 비판자들을 가지고 있었다. 태머니 홀 정치 조직은 그를 반대했지만, 그의 적들의 성격은 그에게 더 많은 친구를 만들어주었다. 그는 또한 틸던의 자연스러운 후계자로 클리블랜드를 내세우고 민주당 대통령 승리에서 뉴욕의 선거인단 투표의 중요성을 강조했던 주 당 지도자 다니엘 매닝의 지지로부터 이점을 얻었다. 클리블랜드는 전당대회 첫 투표에서 선두를 달렸고 두 번째 투표에서 지명을 확정했다. 인디애나주의 토머스 A. 헨드릭스가 그의 러닝메이트로 선택되었다. 1884년 공화당 전당대회는 전 하원의장이었던 메인주의 제임스 G. 블레인을 대통령 후보로 지명했다; 블레인의 지명은 블레인을 야심 많고 부도덕하다고 여겼던 많은 공화당원들을 소외시켰다.

1884년 미국 대통령 선거 결과

블레인은 보호 관세 시행, 국제 무역 확대, 인프라 프로젝트 투자를 공약으로 내세웠고, 민주당 선거 운동은 블레인의 윤리 문제에 초점을 맞췄다. 일반적으로 클리블랜드는 대통령 선거 운동 여행과 연설을 최소화하는 전례를 따랐다; 블레인은 그 전통을 깬 최초의 인물 중 한 명이 되었다. 정치 부패는 1884년의 주요 쟁점이 되었고, 블레인은 그의 경력 전반에 걸쳐 여러 의심스러운 거래에 연루되었다. 클리블랜드의 반부패 인물로서의 명성은 민주당의 가장 강력한 자산임이 입증되었다. 카를 슈르츠와 헨리 워드 비처와 같은 인물을 포함한 "머그웜프"라고 불리는 개혁 성향의 공화당원들은 블레인을 부패했다고 비난하며 클리블랜드에게 몰려들었다. 동시에 민주당은 머그웜프의 지지를 얻었지만, 벤저민 버틀러가 이끄는 그린백-노동당에게 일부 블루칼라 노동자들을 잃었다.
예상대로 클리블랜드는 솔리드 사우스를 차지했고, 블레인은 뉴잉글랜드와 중서부의 대부분을 차지했다. 접전 지역인 뉴욕, 뉴저지주, 인디애나, 코네티컷주의 선거인단 투표가 선거를 결정했다. 개표 결과, 클리블랜드는 네 개의 스윙 스테이트 모두에서 간신히 승리했다. 그는 자신의 고향인 뉴욕주에서 0.1%, 즉 단 1200표 차이로 승리했다. 클리블랜드는 전국 득표율에서 0.25% 차이로 승리했으며, 선거인단 투표에서는 219 대 182로 과반수를 얻었다. 클리블랜드의 승리는 그를 남북 전쟁이 시작된 이래 최초의 성공적인 민주당 대통령 후보로 만들었다. 클리블랜드의 성공적인 후보직에도 불구하고, 공화당은 상원의 통제권을 유지했다.

## 행정부

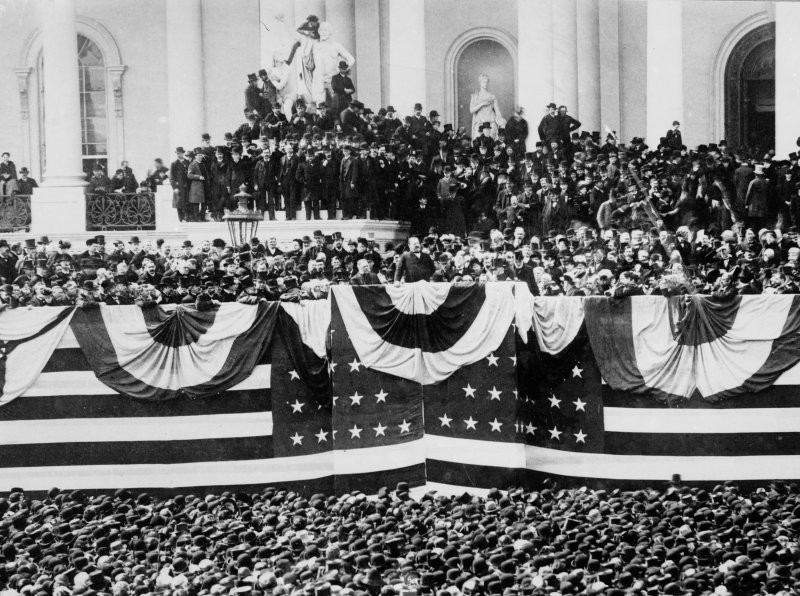
1885년 3월 4일 그로버 클리블랜드 대통령 취임식의 모습

클리블랜드는 1885년 3월 4일 미국의 제22대 대통령으로 취임했다. 같은 날, 헨드릭스도 부통령으로 취임했다. 헨드릭스는 취임 후 266일 만에 사망했고, 당시에는 임기 중 부통령 공석을 채울 헌법적 규정이 없었기 때문에 그 직위는 공석으로 남아있었다.

### 내각

#### 임명

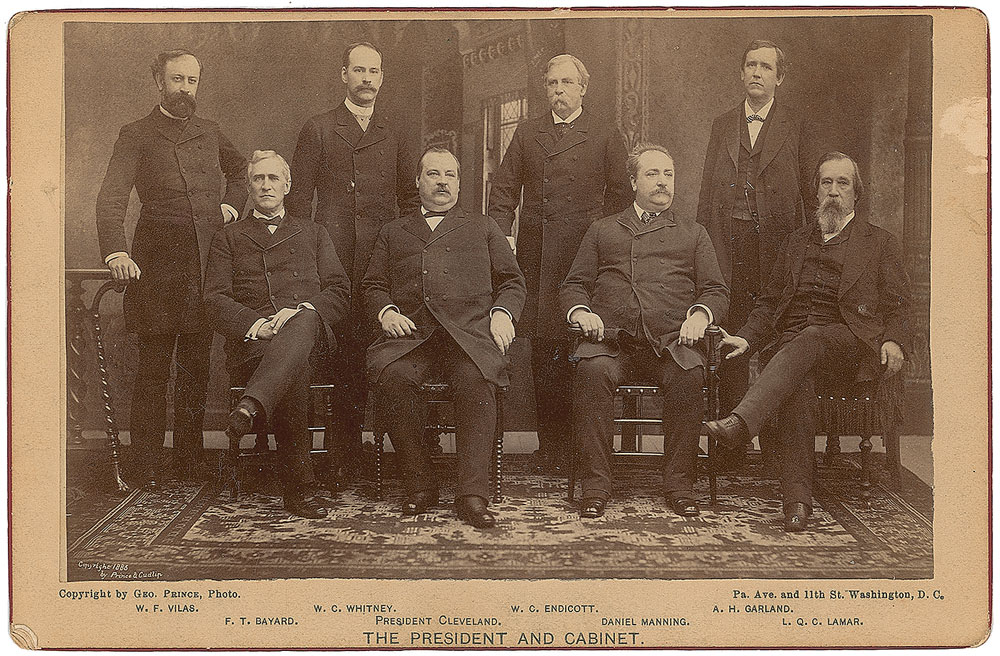
1885년 클리블랜드의 첫 내각.
앞줄 (왼쪽에서 오른쪽): 토머스 F. 베이야드, 클리블랜드, 대니얼 매닝, 루시우스 Q. C. 라마르.
뒷줄 (왼쪽에서 오른쪽): 윌리엄 F. 빌라스, 윌리엄 C. 휘트니, 윌리엄 C. 엔디컷, 어거스터스 H. 갈랜드.

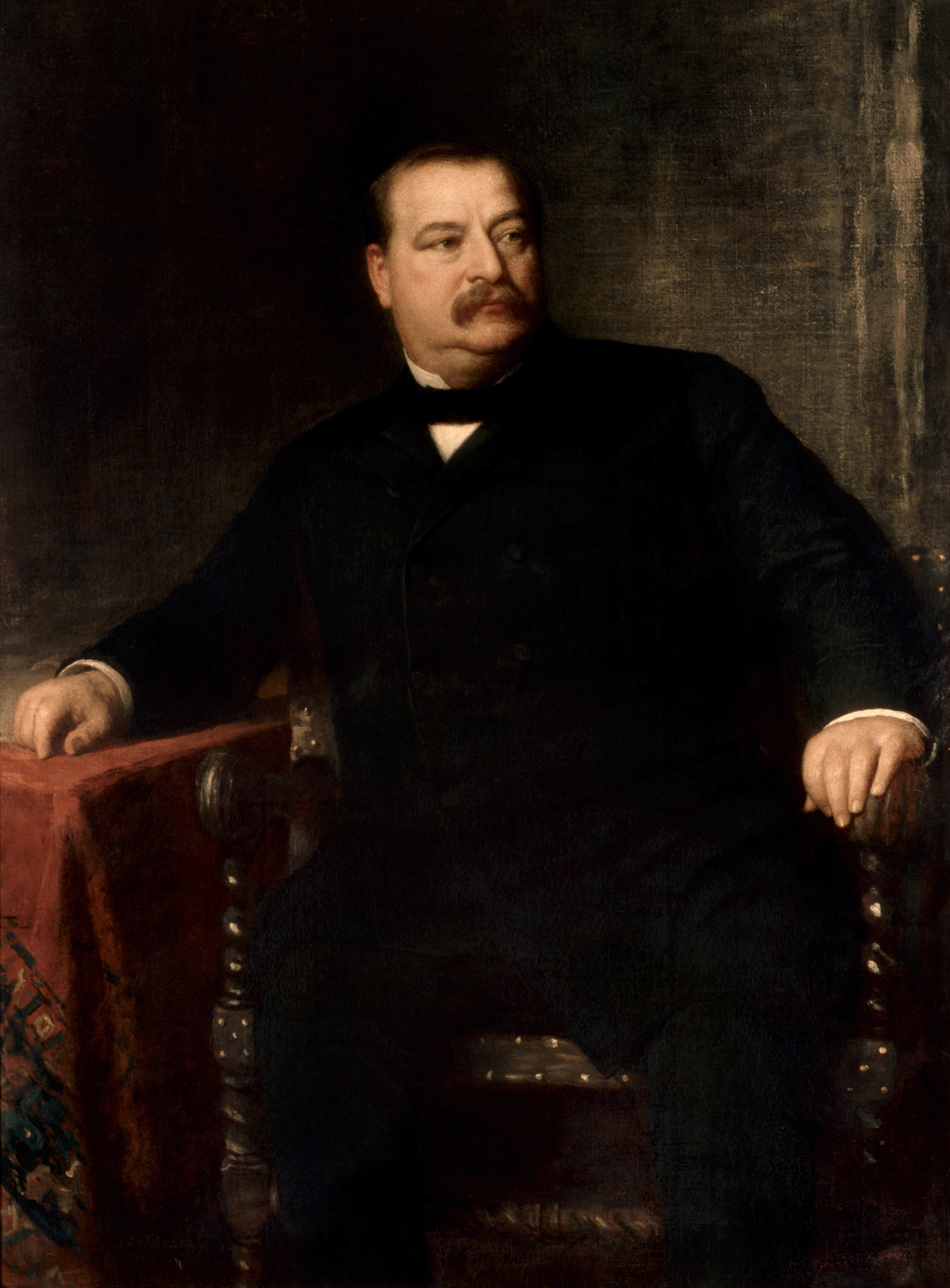
1891년 이스트먼 존슨이 그린 그로버 클리블랜드의 유화

대통령직 인수 기간 동안 클리블랜드의 내각에 누가 봉사할지에 대한 많은 추측이 있었다. 토머스 F. 베이야드가 국무장관 직위를 제안받을 것이라고 일반적으로 추정되었다. 1885년 2월 27일까지, 클리블랜드는 그의 내각을 위한 모든 공직자들을 결정한 것으로 보도되었다. 그러나 클리블랜드의 개인 비서였던 다니엘 S. 라몬트는 클리블랜드가 내각 구성원들을 결정했으며, 그의 선택을 다른 사람들에게 발표했다는 보도를 즉시 부인했다.
클리블랜드는 1850년대 이래로 첫 민주당 내각을 구성하는 과제에 직면했으며, 그가 내각에 임명한 인사 중 그 어떤 누구도 다른 행정부의 내각에서 봉사한 적이 없었다. 1884년 지명에서 클리블랜드의 가장 강력한 경쟁자였던 베이야드 상원의원은 국무장관직을 수락했다. 클리블랜드의 주요 뉴욕 고문이자 새뮤얼 틸던의 절친한 동맹자였던 대니얼 매닝은 재무장관이 되었다. 또 다른 뉴욕 출신의 저명한 재정가인 윌리엄 C. 휘트니는 해군장관으로 임명되었다. 전쟁장관직에는 클리블랜드가 머그웜프와 인연이 있는 매사추세츠의 저명한 판사 윌리엄 C. 엔디컷을 임명했다. 클리블랜드는 내각에 두 명의 남부인을 선택했다: 미시시피의 루시우스 Q. C. 라마르를 내무장관으로, 아칸소의 어거스터스 H. 갈랜드를 법무장관으로 임명했다. 위스콘신의 윌리엄 F. 빌라스 우정청장은 내각의 유일한 서부인이었다. 다니엘 S. 라몬트는 클리블랜드의 개인 비서로 재직하며 행정부에서 가장 중요한 인물 중 한 명이 되었다.

#### 결혼과 자녀

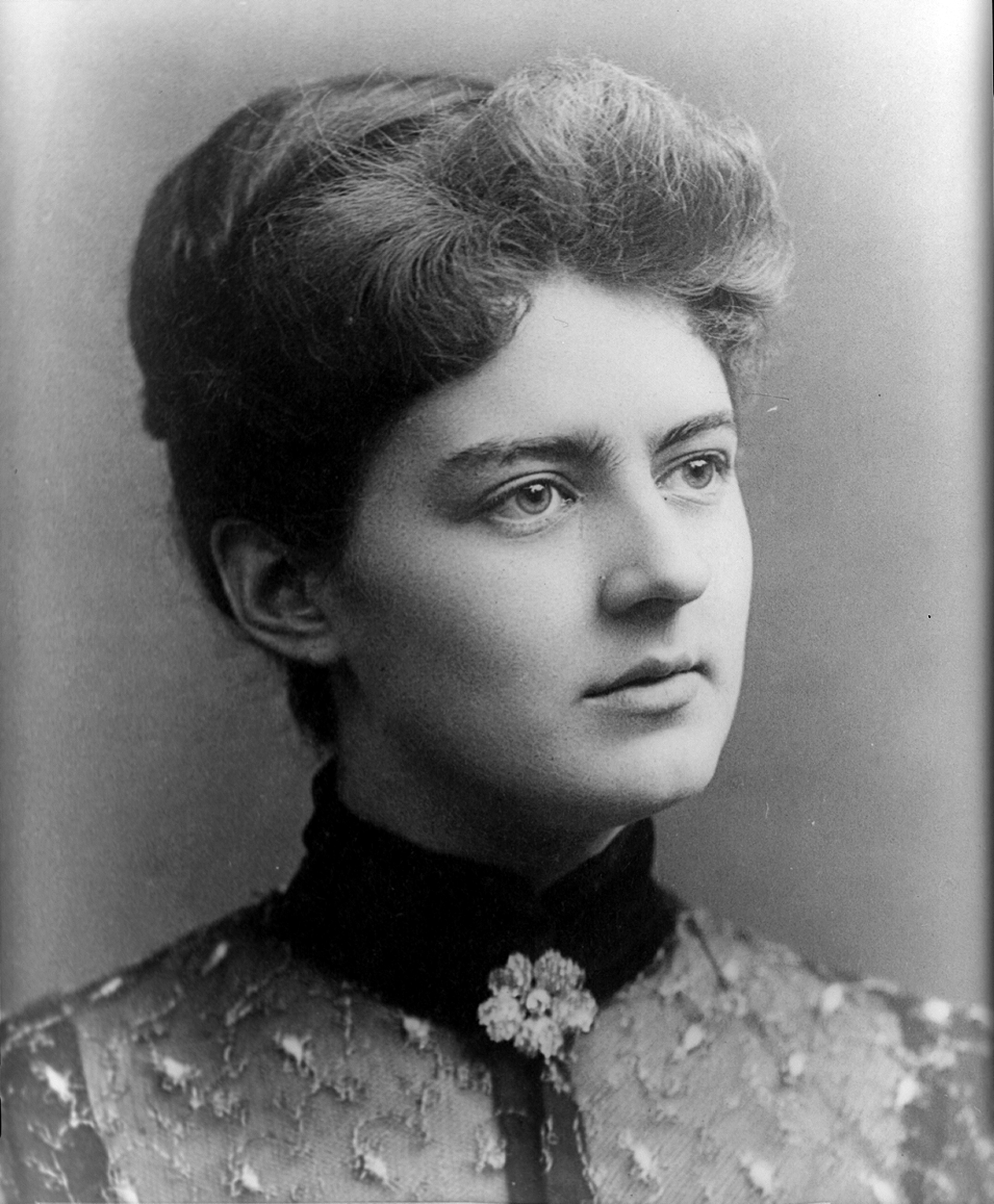
프랜시스 폴섬 클리블랜드

클리블랜드는 총각으로 백악관에 입성했으며, 그의 여동생 로즈 클리블랜드가 행정부 초기 2년 동안 안주인 역할을 했다. 1886년 6월 2일, 클리블랜드는 백악관 블루 룸에서 프랜시스 폴섬과 결혼했다. 클리블랜드가 프랜시스 아버지의 죽음 이후 그녀의 양육을 감독했음에도 불구하고, 대중은 이 결혼에 이의를 제기하지 않았다. 21세의 프랜시스 폴섬 클리블랜드는 역사상 가장 어린 대통령 부인이었고, 대중은 곧 그녀의 아름다움과 따뜻한 성격에 마음을 열었다.

### 개혁과 공무원 제도
이전까지 대통령 임명은 일반적으로 엽관제에 따라 이루어졌다. 그러나 클리블랜드는 자신의 직무를 잘 수행하는 공화당원을 해고하지 않을 것이며, 오직 당에 대한 봉사만을 근거로 누구도 임명하지 않을 것이라고 발표했다. 임기 후반에는 동료 민주당원들이 특혜에서 제외되는 것에 불평하자, 클리블랜드는 더 많은 당파적 공화당 공직자들을 민주당원으로 교체하기 시작했다. 이는 특히 정책 결정 직위에서 그러했다. 그의 일부 결정은 당의 우려에 영향을 받았지만, 클리블랜드의 임명 중 더 많은 부분이 전임자 행정부의 경우보다 오직 능력만을 기준으로 결정되었다. 첫 임기 동안 클리블랜드는 또한 성과주의 제도(최근 통과된 펜들턴법에 따라)의 적용을 받는 연방 직위 수를 16,000개에서 27,000개로 늘렸다. 클리블랜드와 해리슨의 노력 덕분에 1885년에서 1897년 사이에 펜들턴법에 의해 보호받는 연방 공무원의 비율은 12%에서 40%로 증가했다. 그럼에도 불구하고 많은 머그웜프들은 클리블랜드가 진정으로 비당파적인 공무원 제도를 추진하지 않으려는 의지에 실망했다.
클리블랜드는 1867년에 제정된 1867년 임기보장법의 적용을 받은 최초의 민주당 대통령이었다. 이 법은 상원이 대통령이 원래 자문 및 동의를 받아 임명한 공직자의 해임을 승인하도록 요구한다고 주장했다. 클리블랜드는 이 법을 강제하려는 상원의 시도에 저항했고, 임명 관련 문서를 넘겨주기를 거부하면서 행정특권을 발동했다. 카를 슈르츠와 같은 개혁가들의 비판에도 불구하고, 클리블랜드의 입장은 대중에게 인기를 얻었다. 공화당 상원의원 조지 프리스비 호아는 임기보장법을 폐지하는 법안을 제안했고, 클리블랜드는 1887년 3월에 이 폐지안에 서명하여 법으로 만들었다.
1889년, 클리블랜드는 농무부를 내각 수준으로 격상시키는 법안에 서명했고, 노먼 제이 콜먼은 최초의 미국의 농무장관이 되었다. 클리블랜드는 정부 보조금으로 서부 땅을 소유한 철도 투자자들에게 조사를 명령하여 그들을 분노하게 만들었다. 내무장관 라마르는 철도 회사들이 협정대로 철도 노선을 연장하지 못했기 때문에 이 땅에 대한 통행권이 대중에게 반환되어야 한다고 주장했다. 그 땅은 몰수되어 약 81,000,000 ac (330,000 km2)이 반환되었다.

### 주간 통상법
1880년대에는 철도가 다른 고객에게 다른 요금을 부과하는 "차별"과 같은 반경쟁적 관행에 대한 분노 때문에 철도 규제에 대한 대중의 지지가 증가했다. 비록 제이 굴드와 같은 철도 거물의 사업 관행에 대해 자주 비판적이었지만, 클리블랜드는 일반적으로 규제 문제에 연방 정부를 개입시키는 것을 꺼렸다. 이러한 망설임에도 불구하고, 1886년 와바시, 세인트루이스 앤드 퍼시픽 철도회사 대 일리노이 사건에서 대법원이 주간 통상 규제에 대한 주 정부의 권한을 심각하게 제한한 후, 클리블랜드는 철도에 대한 연방 감독을 규정하는 법안에 동의했다. 1887년, 그는 철도 관행을 조사하는 임무를 맡은 5인 위원회인 주간통상위원회 (ICC)를 설립한 1887년 주간 통상법에 서명했다. ICC는 철도 회사들이 공정한 요금을 부과하도록 돕는 임무를 맡았지만, 요금이 공정한지 여부를 결정하는 권한은 법원에 할당되었다. ICC 설립 외에도 1887년 주간 통상법은 철도 회사들이 요금을 공개적으로 게시하도록 요구했으며, 철도 풀링 관행을 불법으로 만들었다. 이 법은 미국에서 사설 산업을 규제하는 최초의 연방법이었으며, ICC는 연방 정부의 최초 독립 기관이었다. 주간 통상법은 철도 관행에 미미한 영향만을 미쳤는데, 유능한 철도 변호사들과 보수적인 사법부가 법의 다양한 조항의 영향을 제한했기 때문이다.

### 거부권 행사
클리블랜드는 당시까지의 어떤 대통령보다 훨씬 더 자주 거부권을 행사했다. 그는 남북 전쟁 참전 용사를 위한 수백 건의 사설 연금 법안에 거부권을 행사했는데, 그들의 연금 요청이 이미 연금국에 의해 거부되었다면, 의회가 그 결정을 뒤집으려 해서는 안 된다고 믿었다. 공화국의 위대한 군대의 압력으로 의회가 군 복무와 관련 없는 장애에 대한 연금을 지급하는 법안을 통과시키자, 클리블랜드는 그것 또한 거부했다. 1887년, 클리블랜드는 가장 잘 알려진 거부권 행사를 했는데, 텍사스 종자 법안에 대한 것이었다. 심각한 가뭄이 텍사스의 많은 지역을 황폐화시켰는데, 일부 수치에 따르면 주 서부 지역에서는 소의 85%가 죽었다. 이 위기로 인해 많은 농부들 자체가 굶주림의 위기에 처해 있었다. 이에 대응하여 의회는 농부들을 위해 종자 곡물을 구입하는 데 1만 달러를 책정했다. 클리블랜드는 이 지출에 거부권을 행사했다. 그의 거부 메시지에서 그는 제한된 정부 이론을 옹호했다:
나는 헌법에서 그러한 예산 책정에 대한 어떠한 정당성도 찾을 수 없으며, 일반 정부의 권한과 의무가 공공 서비스나 이익과 적절한 관련이 없는 개인의 고통을 덜어주는 데까지 확장되어야 한다고 믿지 않는다. 이 권한과 의무의 제한된 사명을 무시하려는 일반적인 경향은, 나는 생각하건대, 확고하게 저항되어야 한다. 그리하여 비록 국민이 정부를 지지하더라도 정부가 국민을 지지해서는 안 된다는 교훈이 끊임없이 강요되어야 한다. 우리 국민의 친절과 자선은 불행에 처한 동료 시민들을 돕는 데 언제나 의지할 수 있다. 이는 여러 번, 그리고 최근에도 분명히 입증되었다. 그러한 경우 연방의 원조는 정부의 부모 같은 보살핌에 대한 기대를 부추기고 우리 국가적 성격의 강인함을 약화시키며, 동시에 우리 국민들 사이에서 공동의 형제애 유대를 강화하는 친절한 감정과 행동의 발현을 방해한다.

### 통화 정책
1880년대의 가장 변동성이 큰 문제 중 하나는 통화가 금과 은으로 뒷받침되어야 하는지, 아니면 금만으로 뒷받침되어야 하는지에 대한 것이었다. 이 문제는 당파를 초월했는데, 서부 공화당원과 남부 민주당원이 은화 자유 주조를 요구하는 데 합류했고, 양당의 북동부 대표자들은 금본위제를 선호했다. 은의 가치가 금의 법정 가치보다 낮았기 때문에 납세자들은 정부 부채를 은으로 지불했고, 국제 채권자들은 금으로 지불을 요구하여 국가의 금 공급이 고갈되었다. 복본위제는 인플레이션을 초래하는 경향이 있었고, 이는 결과적으로 채무자들이 대출을 갚기 쉽게 만들고 농산물 가격을 인상시켰다. 따라서 많은 농업 주에서 인기가 있었다.
클리블랜드는 통화 정책을 경제적, 도덕적 문제로 보았다. 그는 금본위제 고수가 안정적인 통화를 보장할 것이라고 생각했으며, 또한 대출을 제공한 사람들이 인플레이션 상승으로 인해 불이익을 받아서는 안 된다고 느꼈다. 클리블랜드와 매닝 재무장관은 1878년의 블랜드-앨리슨 법에 따라 정부가 주조해야 하는 은의 양을 줄이려고 노력했다. 클리블랜드는 또한 취임 전에 이 법의 폐지를 의회에 요구했지만 실패했다. 이에 대응하여 가장 저명한 은화주의자 중 한 명인 리처드 P. 블랜드는 1886년에 정부가 무제한의 은화를 주조하도록 요구하여 당시 디플레이션 상태였던 통화를 인플레이션시키는 법안을 제출했다. 블랜드의 법안은 부결되었지만, 행정부가 선호했던 은화 주조 요구 사항을 폐지하는 법안도 부결되었다. 그 결과 현상 유지가 유지되었고, 은화 자유 주조 문제의 해결은 연기되었다.

### 관세
미국의 관세율은 남북 전쟁 동안 급격히 증가했으며, 1880년대에 이르러 관세는 너무 많은 수익을 가져와 정부가 흑자를 기록하고 있었다. 클리블랜드는 1884년 선거에서 관세를 공약으로 내세우지 않았지만, 그의 내각은 대부분의 민주당원들처럼 관세 인하 요구에 공감했다. 보호 관세에 대한 클리블랜드의 반대는 그것이 특정 산업에 불공정하게 혜택을 주고, 가격을 인상함으로써 소비자에게 불공정하게 세금을 부과한다는 그의 신념에 뿌리를 두고 있었다. 반면 공화당원들은 일반적으로 미국 산업을 외국 경쟁자들로부터 보호하기 위해 높은 관세를 선호했다. 클리블랜드는 그의 첫 두 차례 의회 연례 메시지에서 관세 인하를 권고했으며, 1887년 연례 메시지 전체를 관세 인하에 할애했다. 클리블랜드는 높은 관세로 인한 예산 흑자가 금융 위기로 이어질 것이라고 경고했다.
클리블랜드의 주장에도 불구하고, 그의 첫 임기 동안 주요 관세 법안은 통과되지 않았다. 1886년, 관세를 인하하는 법안은 하원에서 간신히 부결되었다. 공화당원들과 새뮤얼 J. 랜달과 같은 북부 보호주의 민주당원들은 높은 관세가 없으면 미국 산업이 실패할 것이라고 믿었으며, 관세 인하 노력을 계속해서 반대했다. 하원 세입세출위원회의 위원장이었던 로저 Q. 밀스는 관세를 약 47%에서 약 40%로 인하하는 법안을 제안했다. 클리블랜드와 그의 동맹국들의 상당한 노력 끝에, 그 법안은 하원을 통과했다. 상원 공화당원들은 블레어 교육 법안을 발의하여 문맹률에 따라 주에 연방 교육 지원을 제공할 것을 제안했다. 이 법안은 많은 남부 민주당원들의 지지를 받아 상원을 통과했는데, 그들의 유권자들이 이 법안의 혜택을 불균형적으로 받았기 때문이다. 상원은 밀스 관세 법안을 통과시키기를 거부했고, 하원은 블레어 교육 법안을 통과시키기를 거부했다. 관세에 대한 논쟁은 1888년 대통령 선거까지 계속되었다.

### 외교 정책
클리블랜드는 팽창주의와 제국주의에 반대하는 선거 운동을 벌였던 확고한 비개입주의자였다. 그는 레임덕 아서 행정부가 협상했던 프렐링하이젠-자발라 조약을 지지하기를 거부했는데, 이 조약은 미국이 니카라과에 대서양과 태평양을 연결하는 운하를 건설할 수 있도록 허용했을 것이다. 그러나 그는 먼로주의를 외교 정책의 중요한 축으로 보았고, 서반구에서 미국의 패권을 보호하려고 했다. 베이야드 국무장관은 캐나다 해역의 어업권에 대해 영국의 조지프 체임벌린과 협상했으며, 뉴잉글랜드 공화당 상원의원들의 반대에도 불구하고 화해적인 태도를 보였다. 클리블랜드는 또한 베를린 회담 조약을 상원 심의에서 철회했는데, 이 조약은 콩고에서 미국의 이익을 위한 개방 정책을 보장했다.
클리블랜드의 재임 기간 동안 미국, 독일, 영국 사이에 사모아 위기가 시작되었다. 이들 각국은 사모아와 무역 및 해군 기지 유지를 허용하는 조약을 체결했지만, 클리블랜드는 독일이 말리에토아 라우페파를 사모아 군주에서 투이아투아 투푸아 타마세세 티티마에아로 교체하려고 시도한 후 사모아를 합병하려 한다고 우려했다. 미국은 왕위 계승권자인 마타아파 이오세포에게 말리에토아에 반항하도록 부추겼고, 그렇게 함으로써 마타아파의 군대는 독일 해군 경비대원들을 살해했다. 독일의 재상 오토 폰 비스마르크는 보복 전쟁을 위협했지만, 독일은 미국과 영국의 저항에 직면하여 물러섰다. 클리블랜드가 퇴임 직후 열린 후속 회의에서 미국, 독일, 영국은 사모아를 공동 보호국으로 만들기로 합의했다.

### 군사 정책
클리블랜드의 군사 정책은 자위와 현대화를 강조했다. 1885년 클리블랜드는 엔디컷 전쟁장관 휘하에 요새위원회를 설립하여 미국을 위한 새로운 해안 요새 시스템을 권고했다. 1870년대 후반 이후로 미국 해안 방어에 대한 개선은 전혀 이루어지지 않았다. 이 위원회의 1886년 보고서는 새로운 후장식 강선포, 박격포, 해군 기뢰를 포함하여 29개의 항만 및 강어귀에 대한 대규모 1억 2700만 달러의 건설 프로그램을 권고했다. 위원회의 권고 대부분이 이행되었고, 1910년까지 27개 지역이 70개 이상의 요새로 방어되었다.
휘트니 해군장관은 해군의 현대화를 추진했지만, 유럽 최고의 전함에 필적하는 함선은 건조되지 않았다. 아서 행정부에서 시작된 4척의 강철 선체 전함 건조는 부패 조사와 이어진 건조 조선소의 파산으로 지연되었지만, 조사가 끝난 후 이 함선들은 제때에 완성되었다. 1888년 말까지 16척의 추가 강철 선체 전함이 주문되었는데, 이 함선들은 나중에 1898년 미국-스페인 전쟁에서 매우 중요하게 사용되었고, 많은 함선이 제1차 세계 대전에서 복무했다. 이 함선들에는 "2급 전함"인 Maine과 Texas가 포함되었는데, 이는 남아메리카 국가들이 유럽에서 최근 획득한 현대식 장갑함에 맞추기 위해 설계되었다. 11척의 방호순양함(Olympia 포함), 1척의 장갑순양함, 1척의 모니터함도 실험용 순양함 Vesuvius와 함께 주문되었다.

### 시민권 및 이민
클리블랜드는 점점 더 많은 북부인(그리고 거의 모든 백인 남부인)들처럼 재건이 실패한 실험이었다고 믿었다. 그는 아프리카계 미국인의 투표권을 보장하는 미국 수정 헌법 제15조를 강제하기 위해 연방 권한을 사용하려고 하지 않았다. 클리블랜드는 흑인 미국인을 후원 직책에 임명하지 않았지만, 프레더릭 더글러스가 워싱턴 D.C.의 등기소 서기로 계속 근무하도록 허용했고, 그의 사임 시 다른 흑인 남성을 더글러스의 후임으로 임명했다.

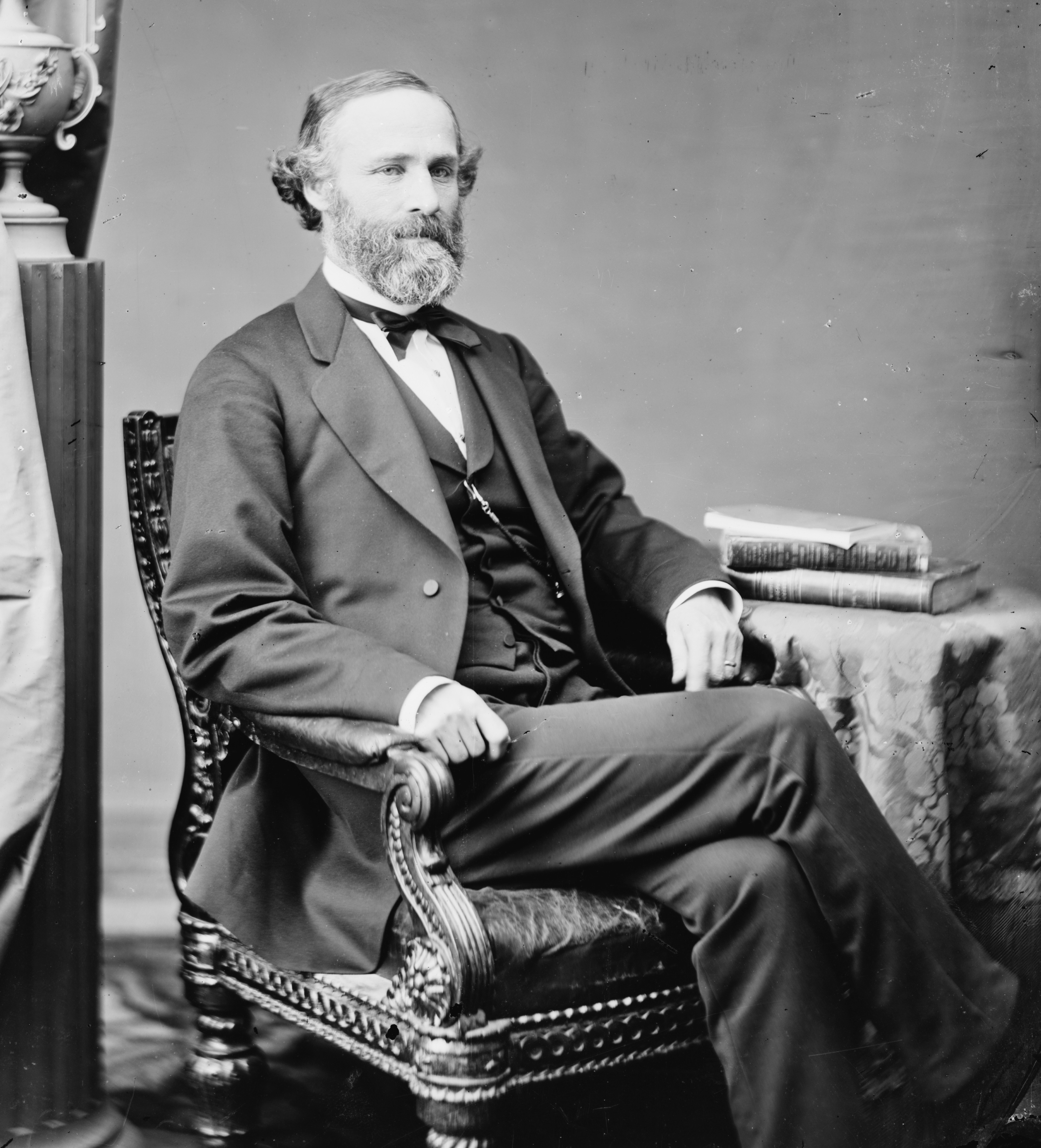
헨리 L. 도스는 클리블랜드가 법으로 서명한 도스 법을 작성했다.

클리블랜드는 일반적으로 토착주의나 이민 제한을 받아들이지 않았지만, 이민의 목적은 미국 사회에 동화될 이민자들을 유치하는 것이라고 믿었다. 임기 초 클리블랜드는 중국 이민자들에 대한 "잔혹 행위"를 비난했지만, 결국 미국 내 중국 이민자들에 대한 깊은 적대감이 그들의 동화를 방해할 것이라고 믿게 되었다. 베이야드 국무장관은 중국인 배척법의 연장을 협상했고, 클리블랜드는 윌리엄 로렌스 스콧 하원의원이 작성한 1888년 스콧 법안이 통과되도록 의회에 로비하여 미국을 떠난 중국 이민자들의 귀환을 막았다. 스콧 법안은 의회 양원을 쉽게 통과했고, 클리블랜드는 1888년 10월에 이에 서명하여 법으로 만들었다.

### 인디언 정책
클리블랜드가 취임했을 때 약 25만 명의 미국 원주민이 미국에 거주하고 있었는데, 이는 이전 수십 년에 비해 극적으로 감소한 수치였다. 클리블랜드는 원주민들을 국가 후견인으로 보았으며, 그의 첫 취임 연설에서 "이 후견은 우리 편에서 그들의 상태 개선과 권리 강화를 위한 노력을 수반한다"고 말했다. 클리블랜드는 문화 동화의 개념을 장려하며, 도스 법의 통과를 추진했는데, 이 법은 인디언 토지를 연방 정부가 부족을 위해 신탁으로 보유하는 대신 부족의 개별 구성원에게 분배하는 것을 규정했다. 원주민 지도자 회의는 이 법을 승인했지만, 실제로는 대부분의 원주민이 이를 반대했다. 클리블랜드는 도스 법이 원주민을 빈곤에서 벗어나게 하고 백인 사회로 동화되도록 장려할 것이라고 믿었지만, 이 법은 개별 인디언이 부족 토지를 팔아 돈을 가질 수 있도록 허용했기 때문에 결국 부족 정부를 약화시켰다. 1881년에서 1900년 사이에 원주민이 보유한 총 토지는 1억 5,500만 에이커에서 7,700만 에이커로 감소했다.
클리블랜드의 1885년 취임 한 달 전, 아서 대통령은 행정 명령으로 다코타 준주에 있는 위네바고와 크로우 크리크 인디언 토지 400만 에이커를 백인 정착민에게 개방했다. 수만 명의 정착민들이 이 토지의 경계에 모여 이를 점유할 준비를 했다. 클리블랜드는 아서의 명령이 부족과의 조약을 위반한다고 믿었으며, 그 해 4월 17일에 이를 철회하고 정착민들에게 그 지역에서 떠나라고 명령했다. 클리블랜드는 조약을 집행하기 위해 육군 중대 18개 부대를 파견하고, 당시 미국 육군 총사령관이었던 필립 셰리든 장군에게 이 문제를 조사하도록 명령했다.

### 사법부 임명

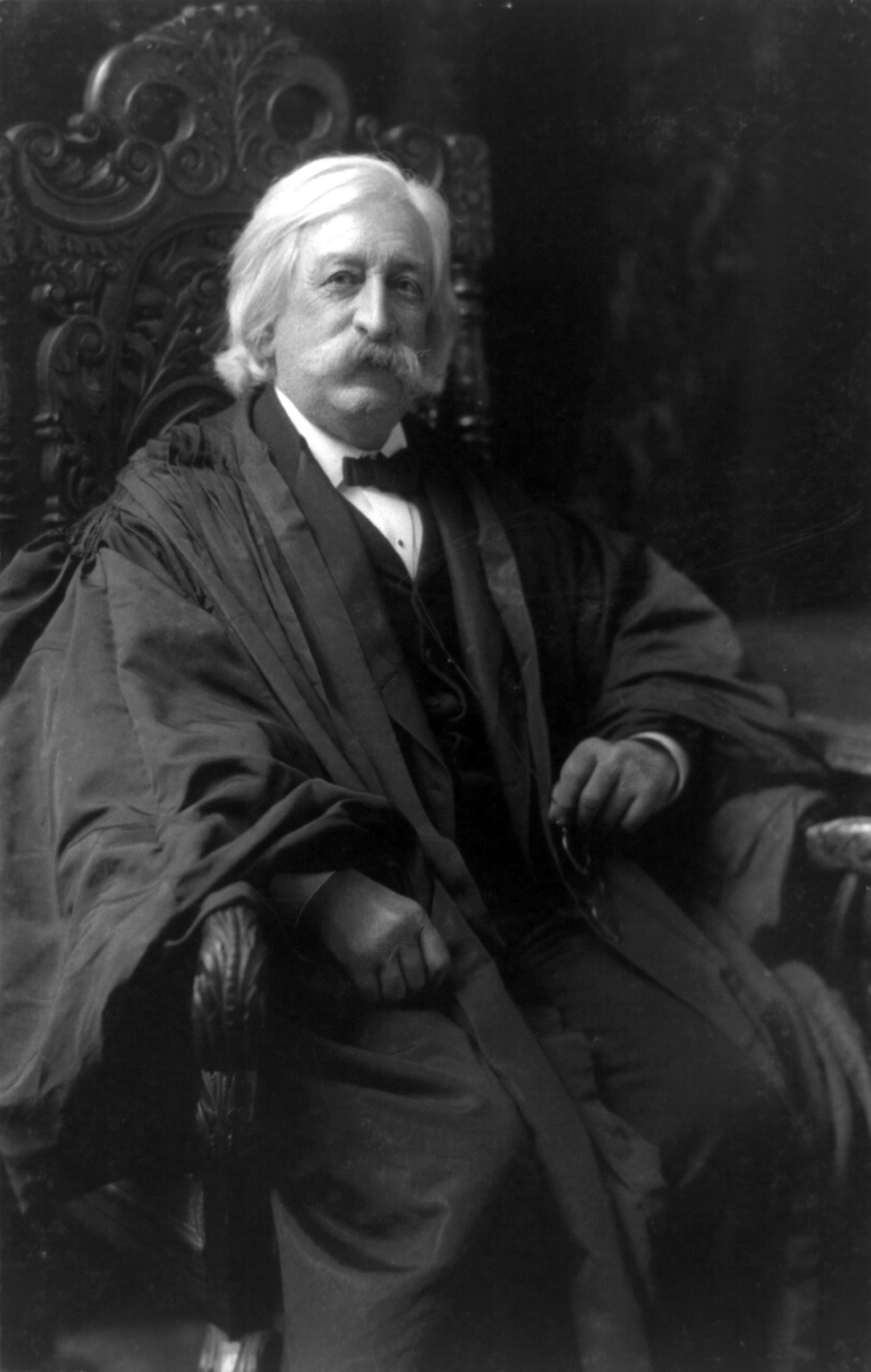
멜빌 풀러 대법원장

첫 임기 동안 클리블랜드는 미국 연방 대법원에 두 명의 대법관을 성공적으로 지명했다. 윌리엄 번햄 우즈 부대법관이 사망한 후, 클리블랜드는 1887년 말 내무장관 루시우스 Q.C. 라마르를 대법원에 지명했다. 라마르는 상원의원으로서 인기가 많았지만, 20년 전 남부 연합에서 복무한 경력 때문에 많은 공화당원들이 그에게 반대표를 던졌다. 라마르의 지명은 32대 28이라는 근소한 차이로 인준되었다.
대법원장 모리슨 웨이트가 1888년 3월에 사망하자, 클리블랜드는 멜빌 풀러를 그의 후임으로 지명했다. 풀러는 이전에 클리블랜드의 공무원 위원회 지명을 거절했지만, 대법원 지명은 수락했다. 상원 법사위원회는 잘 알려지지 않은 이 지명자를 몇 달 동안 조사한 후, 상원에서 41대 20으로 지명을 인준했다. 풀러는 1910년까지 대법원장으로 재직하며 로크너 시대를 연 법원을 주재했다.

### 1888년 선거

1888년 선거 결과

거의 반대 없이, 클리블랜드는 1888년 민주당 전당대회에서 재지명을 얻어, 1840년 마틴 밴 뷰런 이후 재지명을 받은 최초의 민주당 대통령이 되었다. 토머스 A. 헨드릭스 부통령이 1885년에 사망했기 때문에, 민주당은 오하이오주의 앨런 G. 서먼을 클리블랜드의 새로운 러닝메이트로 선택했다. 인디애나주의 전 상원의원 벤저민 해리슨은 1888년 공화당 전당대회에서 존 셔먼과 다른 여러 후보들을 물리치고 대통령 후보 지명을 얻었다. 공화당은 북부의 주요 산업 주에서 보호주의 유권자들을 동원하여 관세 문제를 집중적으로 선거 운동에 활용했다. 결정적인 경합주인 뉴욕의 민주당원들은 데이비드 B. 힐의 주지사 후보직을 놓고 분열되어 클리블랜드의 지지를 약화시켰다. 공화당은 선거 운동에서 우위를 점했는데, 클리블랜드의 선거 운동은 캘빈 S. 브라이스와 윌리엄 H. 바넘에 의해 서투르게 관리된 반면, 해리슨은 매트 퀘이와 존 워너메이커와 같은 더 공격적인 모금가와 전략가들을 고용했다. 클리블랜드 선거 운동은 또한 광범위한 공무원 개혁의 부족에 실망한 많은 머그웜프들의 이탈로 인해 더욱 피해를 입었다.
1884년과 마찬가지로, 이번 선거는 뉴욕, 뉴저지, 코네티컷, 인디애나 등 경합주에 초점을 맞췄다. 클리블랜드는 1884년에 그가 승리했던 모든 주를 이겼지만, 인디애나와 그의 고향인 뉴욕은 해리슨이 근소하게 이겼다. 클리블랜드는 전국 득표율에서 0.8% 차이로 승리했지만, 그의 고향의 36개 선거인단 투표를 잃으면서 재선에 실패했다. 공화당은 또한 하원의 통제권도 얻어, 1875년 이래 처음으로 양원 모두를 장악하게 되었다. 클리블랜드의 패배로 그는 밴 뷰런 이후 처음으로 총선에서 패배한 현직 대통령이 되었다.

## 내용주
1. ↑  부통령 헨드릭스는 재임 중 사망했다. 이는 1967년 미국 수정 헌법 제25조가 채택되기 전이었으므로, 부통령직의 공석은 다음 선거 및 취임 시까지 채워지지 않았다.
2. ↑  1926년, 임기보장법의 원칙은 마이어스 대 미국 대법원 사건에서 위헌으로 판결되었다. 대법원은 대통령이 행정부 공무원을 일방적으로 해임할 수 있다고 판결했다.